# Drunken Masters
Die Drunken Masters (Johannes Gehring, * 4. April 1987 und Christopher Rabai, * 10. Juni 1987) sind ein DJ- und Produzenten-Duo sowie Gründer des Independent-Labels Crispy Crust Records.

## Geschichte
Im Jahr 2007 wurde das Duo gegründet. 2013 veröffentlichten Drunken Masters einen Remix zu dem Mashup The Dance von Major Lazer. Dessen Gründungsmitglied Diplo spielte die Version der Drunken Masters in seiner Radioshow auf BBC Radio 1Xtra. Es folgten weitere musikalische Neuauflagen der Drunken Masters zu Songs von Casper, Haftbefehl und den Beatsteaks. Außerdem veröffentlichte das Duo die eigenen Singles Insalata sowie All Day gemeinsam mit den Tropkillaz.
Ferner spielten sie Shows in Singapur, England, Russland und Spanien. Gemeinsam mit Eskei83 gründeten die Drunken Masters das Independent-Label Crispy Crust Records. Als ersten Song mit Gesang produzierten sie mit Portugal.The man die Single Louder. In Kooperation mit Maxim von K.I.Z. entstand die Single und das Video Bier.
Drunken Masters hatten Auftritte auf Festivals wie Das Fest, Deichbrand, Heroes Festival, Hurricane Festival, Juicy Beats, Kosmonaut, Rocco del Schlacko, Rock am Ring, Splash, Southside oder Taubertal.
2019 produzierten sie gemeinsam mit Blvth das Album Kiox für den deutschen Künstler Kummer, welches Platz 1 der Vinyl- und Album-Charts erreichte.
Unter anderem produzierte das Duo für $oho Bani, Nura, den Rapper FELLY, K.I.Z, Deichkind, Kummer, Kraftklub und Casper.

## Diskografie

### Alben
- 2021: FELLY & Drunken Masters – FELLY

### Mixtapes
- 2007: Drunken Masters
- 2009: Drunken Masters 2.0
- 2012: The Hour of Power
- 2014: The Hour of Power Vol. 2
- 2017: The Hour of Power Vol. 3
- 2022: The Hour of Power Vol. 4

### EPs
- 2023: Tarek K.I.Z & Drunken Masters – Wach seit Mittwoch

### Singles
- 2015: Drunken Masters – Insalata
- 2015: Drunken Masters & Tropkillaz – All Day
- 2016: Drunken Masters & Portugal. The man – Louder
- 2017: Eskei83 & Drunken Masters & Gunjah – Rave
- 2017: Drunken Masters – We run the Streets
- 2017: Drunken Masters & Rafik & Sofi De La Torre – Like That
- 2017: Drunken Masters & Nico K.I.Z – Ohne Grund
- 2018: Drunken Masters & Mothica – On My Own
- 2018: FELLY & Drunken Masters – Ibrahimovic
- 2018: FELLY & Drunken Masters & Casper & Ahzumjot – Ibrahimovic (Remix)
- 2018: Drunken Masters & Nimo – Komm Teste
- 2018: Drunken Masters & Capo Lee – Run This
- 2018: Drunken Masters & Thutmose – What I Want
- 2018: Drunken Masters & HDBeenDope – Everyday
- 2019: FELLY & Drunken Masters & Carsten Chemnitz – Dich mag keiner
- 2020: Drunken Masters & 24hrs & Kelvyn Colt – Top Floor
- 2020: Drunken Masters & Serious Klein – Everyday Thursday
- 2020: Drunken Masters & Maxim K.I.Z – Bier
- 2021: Drunken Masters & Delusion & Valentin Hansen – Pray
- 2021: Drunken Masters & Delusion & Valentin Hansen & Fynn Kliemann – Pray
- 2021: FELLY & Drunken Masters – Ja das bin ich
- 2021: Nura & Drunken Masters – Backstage
- 2021: FELLY & Drunken Masters & Ahzumjot – Loop
- 2021: FELLY & Drunken Masters & Nura – In der Nacht
- 2021: Drunken Masters & Ben Esser & Che Ecru – Mind
- 2022: Tarek K.I.Z & Drunken Masters – Gorilla
- 2022: Tarek K.I.Z & Drunken Masters – Hartz4
- 2022: 2lade & Drunken Masters – Blood Rave
- 2022: Tarek K.I.Z & Drunken Masters & Longus Mongus – Fusion
- 2023: Deichkind & Drunken Masters – Drucker
- 2023: Eli Preiss & Drunken Masters – Ganz allein
- 2024: Sonos Cliq & Drunken Masters – Bauchnabelpiercing
- 2024: Sonos Cliq & Drunken Masters – Nur ein Wort
- 2025: Drunken Masters & Nico K.I.Z – Undertheker

### Produktionen

#### Singles
- 2017: Casper – Alles ist erleuchtet
- 2017: Haiyti – Pegasus
- 2018: Kelvyn Colt – Blessed
- 2019: LGoony – Steve Austin
- 2019: Kummer – Bei Dir
- 2019: Kummer – Wie viel ist dein Outfit wert
- 2020: Audio88 & Yassin – WUP
- 2021: Celo & Abdi – Flodder
- 2021: K.I.Z – VIP in der Psychiatrie
- 2021: Nura – Niemals Stress mit Bullen
- 2021: Nura – Fair
- 2021: K.I.Z – Danke Merkel
- 2022: Kraftklub – Ein Song reicht
- 2022: K.I.Z & Mehnersmoos – Oktoberfest
- 2023: Deichkind – In der Natur
- 2023: Deichkind – Kids in meinem Alter
- 2023: Verifiziert – Interlude
- 2023: Deichkind – Delle am Helm
- 2023: Berq – Einmal verliebt (Intro)
- 2024: K.I.Z – Frieden[24]
- 2024: $oho Bani ft. Herbert Grönemeyer – Zeit, dass sich was dreht[17]

#### Alben
- 2019: Kummer – Kiox (#1 der Vinyl- und Album-Charts)[14]
- 2020: K.I.Z – Und das Geheimnis der unbeglichenen Bordellrechnung
- 2021: K.I.Z – Rap über Hass (#1 der Vinyl- und Album-Charts)[25]
- 2021: Nura – Auf der Suche
- 2024: K.I.Z – Görlitzer Park
- 2024: K.I.Z – Und der Anschlag auf die U8

### Remixe
- 2010: Duck Sauce – Barbra Streisand (Drunken Masters Bootleg Remix)
- 2010: Marteria – Verstrahlt (Drunken Masters Bootleg Remix)
- 2011: Prinz Pi – Königin von Kreuzberg (Drunken Masters Remix), Keine Liebe
- 2011: Casper – So Perfekt (Drunken Masters Remix), Four Music
- 2011: K.I.Z – Urlaub fürs Gehirn (Drunken Masters Remix)
- 2012: Timid Tiger – The Sun Goes Down (Drunken Masters Remix), Buback
- 2012: Marteria, Miss Platnum & Yasha – Lila Wolken (Drunken Masters Remix)
- 2013: Major Lazer & The Partysquad – Mash up the Dance (Drunken Masters Bootleg Remix)
- 2013: Casper – Jambalaya (Drunken Masters Remix), Four Music
- 2014: Beatsteaks – Gentleman of the Year (Drunken Masters Remix)
- 2014: Haftbefehl – Lass die Affen aus’m Zoo (Drunken Masters Remix)
- 2014: Jack Ü – Take Ü There (Drunken Masters & Ben Esser Remix)
- 2016: SSIO – Halb Mensch Halb Nase (Drunken Masters Remix)
- 2016: Celo & Abdi – Schlaghammer (Drunken Masters Remix)
- 2016: MoTrip & Lary – So wie du bist (Drunken Masters Remix)

## Auszeichnungen
- 2016: 1. Preis MuVi Online Publikums Award 2016 bei den Internationalen Kurzfilmtagen Oberhausen für das Musikvideo zu All Day[26][27]